# Casa de l'Ardiaca
La casa de l'Ardiaca és un edifici situat al carrer de Santa Llúcia, 1-3, de Barcelona, a tocar de la Catedral, i està catalogada com a bé cultural d'interès nacional. És la seu de l'Arxiu Històric de la Ciutat de Barcelona.

## Història i descripció
L'antiga residència dels ardiaques majors de la seu, que estava assentada des del segle xii sobre dues torres de la muralla romana unides per un pont, fou transformada per l'ardiaca Lluís Desplà i d'Oms en un palauet gòtico-renaixentista (1479-c.1514). Els trets renaixentistes es redueixen a alguns elements decoratius, en particular el portal d'entrada, fet «a la romana» (1510-c.1514). La casa del Degà, annexa a l'anterior, fou modificada el 1420 en ampliar-se el pla de la Seu. La façana que hi dona fou remodelada a partir del 1548 per disposició del degà Jaume Estela. Poc després, el 1559, es va fer una façana nova al carrer de Santa Llúcia, així com el pati i l'escala actuals.
El 1823, durant el Trienni Liberal, l'Ajuntament de Barcelona va fer enderrocar el pont que comunicava les dues torres, quedant la de l'altra banda annexionada al Palau del Bisbe. Arran de la Desamortització de Mendizabal (1836), les cases de l'Ardiaca i del Degà passaren a mans de l'Estat, i el 1838, la Reial Acadèmia de Bones Lletres de Barcelona va demanar permís per a recuperar les peces arqueològiques que l'ardiaca Desplà hi havia col·leccionat, com un sarcòfag romà, que no obtindria fins al 1856. L'any següent s'hi instal·laren els Jutjats de Pau, creats per reial ordre del 1855.
El 1870, els dos edificis foren posats en subhasta pública, el que va originar una sèrie de protestes. La reacció més destacada fou la de l'Acadèmia de Bones Lletres, que es va adreçar a la Reial Acadèmia de Belles Arts de Sant Ferran per a que intercedís davant del Ministeri d'Hisenda per a que els eximís de la venda i es declaressin monument artístic nacional. Tanmateix, la subhasta va continuar endavant, i la casa de l'Ardiaca fou adjudicada a Miquel Roldós i Serrat per 328.250 pessetes, i la del Degà a Antonio Urrutia per 195.875 pessetes, que les cediren a Josep Altimira i Reniu. Aquest n'encarregà la reforma a l'arquitecte Josep Garriga i Garriga, que va unificar les dues cases i va construir el pati porxat actual perllongant les arcades originals pel costat de la tanca del carrer de Santa Llúcia), amb un brollador central fet a partir de les baranes del pou originari. El conjunt resultant presenta tres cossos disposats entorn d'un pati, en una atípica estructura en «U», motivada per la irregularitat del solar, i respon encara a una concepció típicament gòtica. Les obres van durar fins al 1873, quan es va plantar la palmera que encara hi és. El cost va ascendir a unes 150.000 pessetes, i aquell mateix any, Altimira va hipotecar les cases com a garantia d'un préstec de 100.000 pessetes que li va fer Laureà Arango i Portús.
A la dècada següent, Altimira va tenir problemes econòmics i el 1887, la propietat va ser posada en subhasta i adjudicada al mateix Arango. Aquest morí el 1892, i aquell mateix any, l'escriptura de venda es va formalitzar a nom de la seva germana Josepa.
El 1895 s'hi instal·là el Col·legi d'Advocats de Barcelona, que n'encarregà la reforma a l'arquitecte Lluís Domènech i Montaner. Entre les seves intervencions hi ha la bústia de marbre al costat del portal, actualment inclosa a l'inventari dels Petits paisatges de Barcelona. Conté set fulles d'heura, que simbolitzen la burocràcia, cinc orenetes al vol, que representen la rapidesa que hauria de tenir la Justícia, i una tortuga, símbol de la seva lentitud; i, finalment, l'escut del Col·legi d'Advocats.

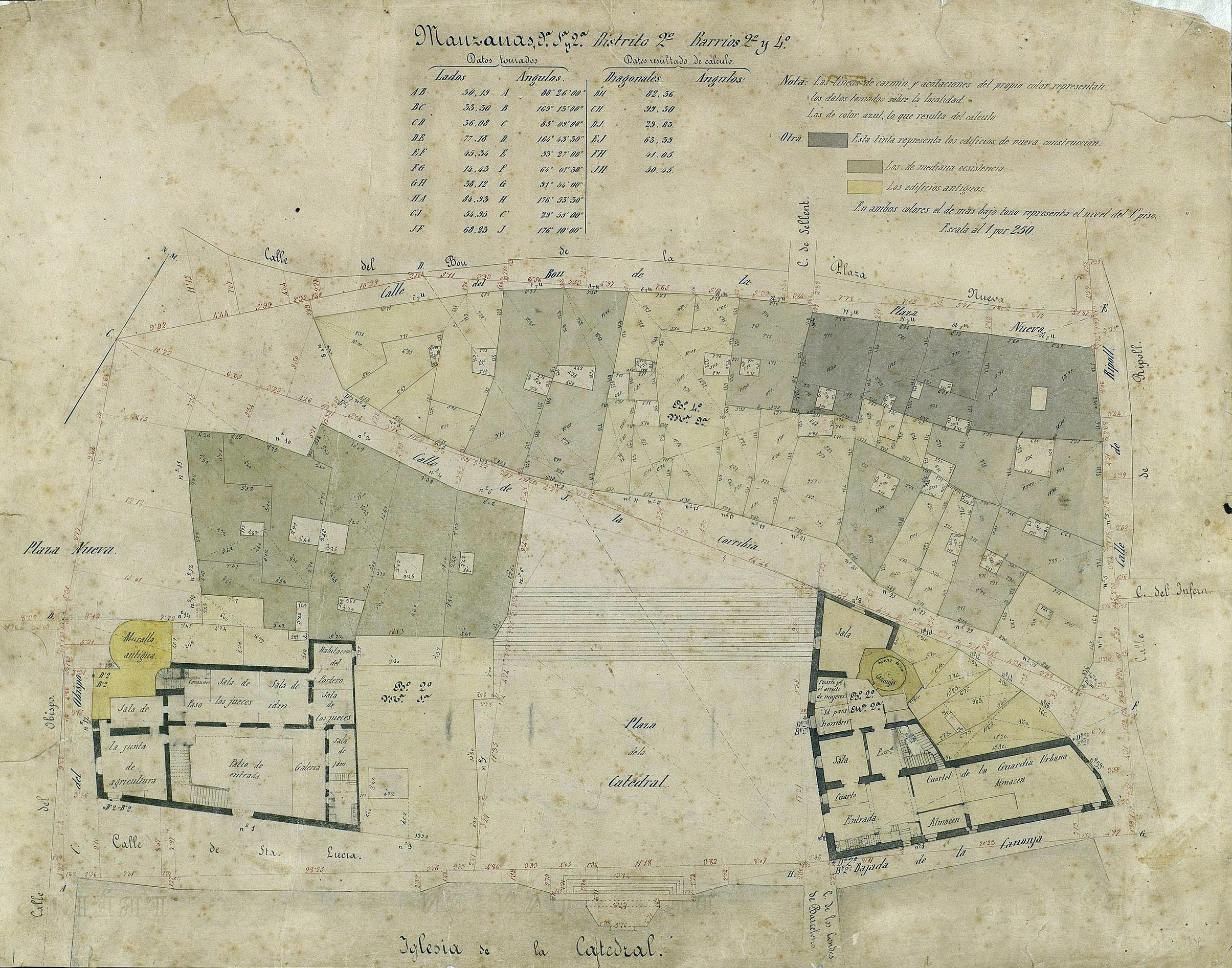
Quartero núm. 47 de Garriga i Roca (c. 1860)

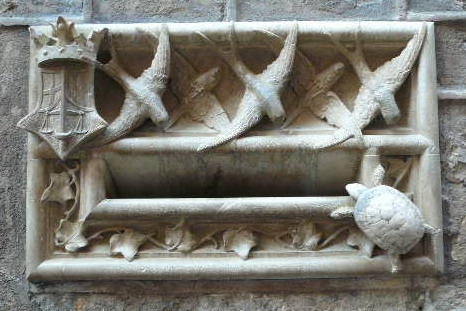
Bústia modernista de Domènech i Montaner

Josepa Arango va morir el 1919, i el 1920, el seu hereu de confiança Sebastià Puig i Puig, canonge de la Catedral, vengué la propietat a l'Ajuntament de Barcelona per 525.000 pessetes. Finalment, el Col·legi d'Advocats (a qui Puig l'havia ofert per 500.000 pessetes) la desocupà a finals del 1921. Abans, però, el 13 d'abril d'aquest any, es va ensorrar el terrat de la torre de l'antic Portal del Bisbe, destruïnt la cambra neoàrab que Altimira hi havia fet construir. El director Agustí Duran i Sanpere i l'arquitecte municipal Josep Goday treballaren conjuntament per a adequar-la com a seu del nou Arxiu Històric de la Ciutat. Goday modificà els interiors, aixecà la casa del Degà fins a anivellar-la amb la resta de l'edifici, i estengué la galeria d'arcs rebaixats de la casa de l'Ardiaca a tot el conjunt. També hi incorporà un nou repertori de finestres i d'altres materials del segle xvi, procedents d'edificis enderrocats.
El 1924, amb les obres paralitzades, la casa de l'Ardiaca fou declarada monument històricoartístic amb l'informe favorable de la Reial Acadèmia de la Història i de la Reial Acadèmia de Belles Arts de Sant Ferran. Finalment, el llegat d'Agustí Massana, que hi deposità la seva biblioteca, permeté acabar la major part de les obres a finals del 1927. Entre 1932 i 1935, als baixos s'hi instal·là l'Escola Massana, i el soterrani va ser ocupat per un magatzem de materials de construcció fins a finals dels anys 1950.
El 1952, la celebració del XXXV Congrés Eucarístic Internacional va motivar l'arrasament del pla de la Seu en uns 60 cm, amb l'objectiu de suprimir dos esglaons de les escales per tal de donar una major visualitat a la façana de la Catedral. Aquell mateix any, els arquitectes Adolf Florensa i Joaquim de Ros i de Ramis van presentar el projecte de restauració de la façana de la casa del Degà. Van obrir un portal adovellat als baixos; van transformar tres dels balcons del principal en un de corregut, i un altre en finestra; i a l'últim pis s'hi construí una galeria d'arcs conopials com les del pati. Durant l'any 1957, es va procedir a finalitzar l'enderroc de les darreres cases del carrer de la Corribia, posant al descobert dos trams exteriors de la muralla romana, que van ser objecte d'una intervenció dirigida per Florensa, que els convertí en façanes amb balcons, finestres i una galeria d'arcs de mig punt.
Entre els anys 1991 i 1998, l'edifici va ser rehabilitat pels arquitectes Roser Amadó i Lluís Domènech, que van actuar sobre les intervencions dels anys 1950.

## Galeria d'imatges

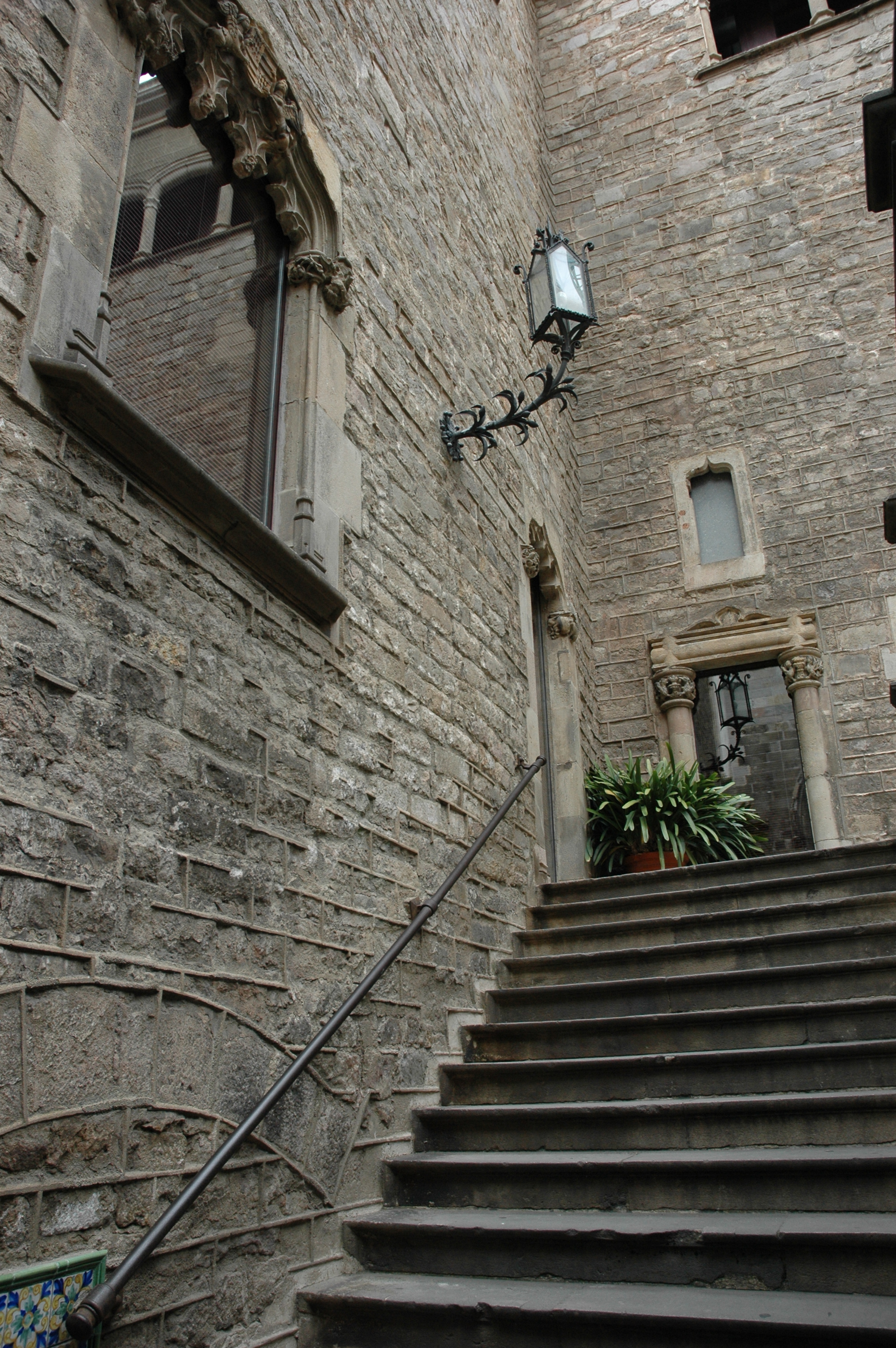
Escala al primer pis
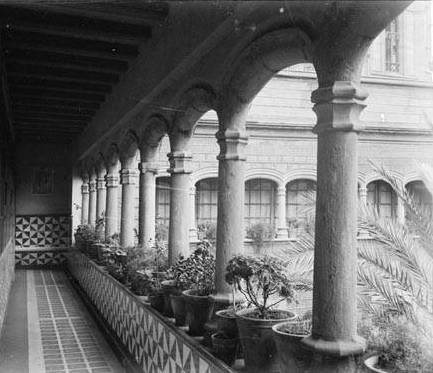
Galeria superior als voltants de 1920
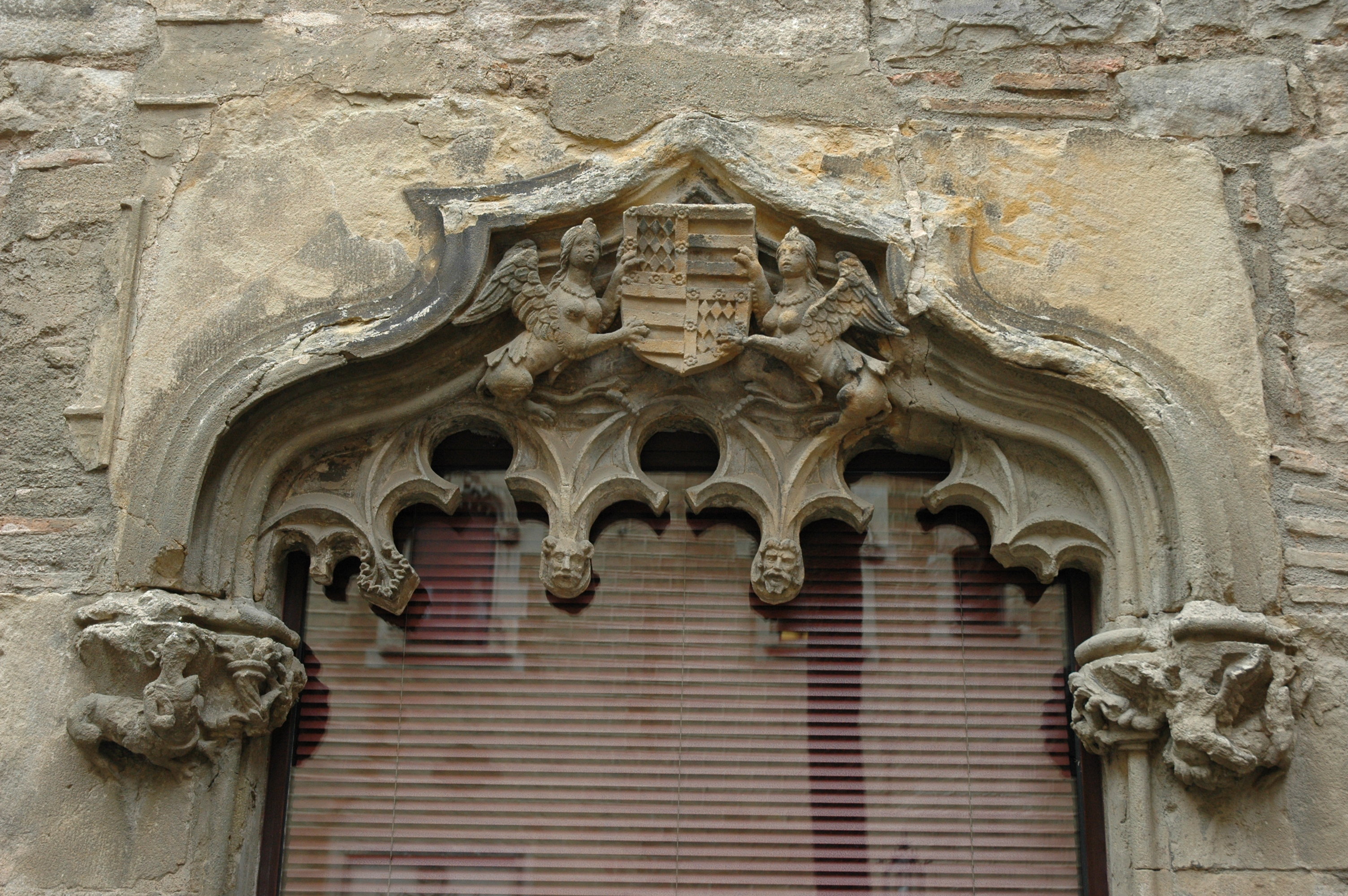
Detall d'una finestra
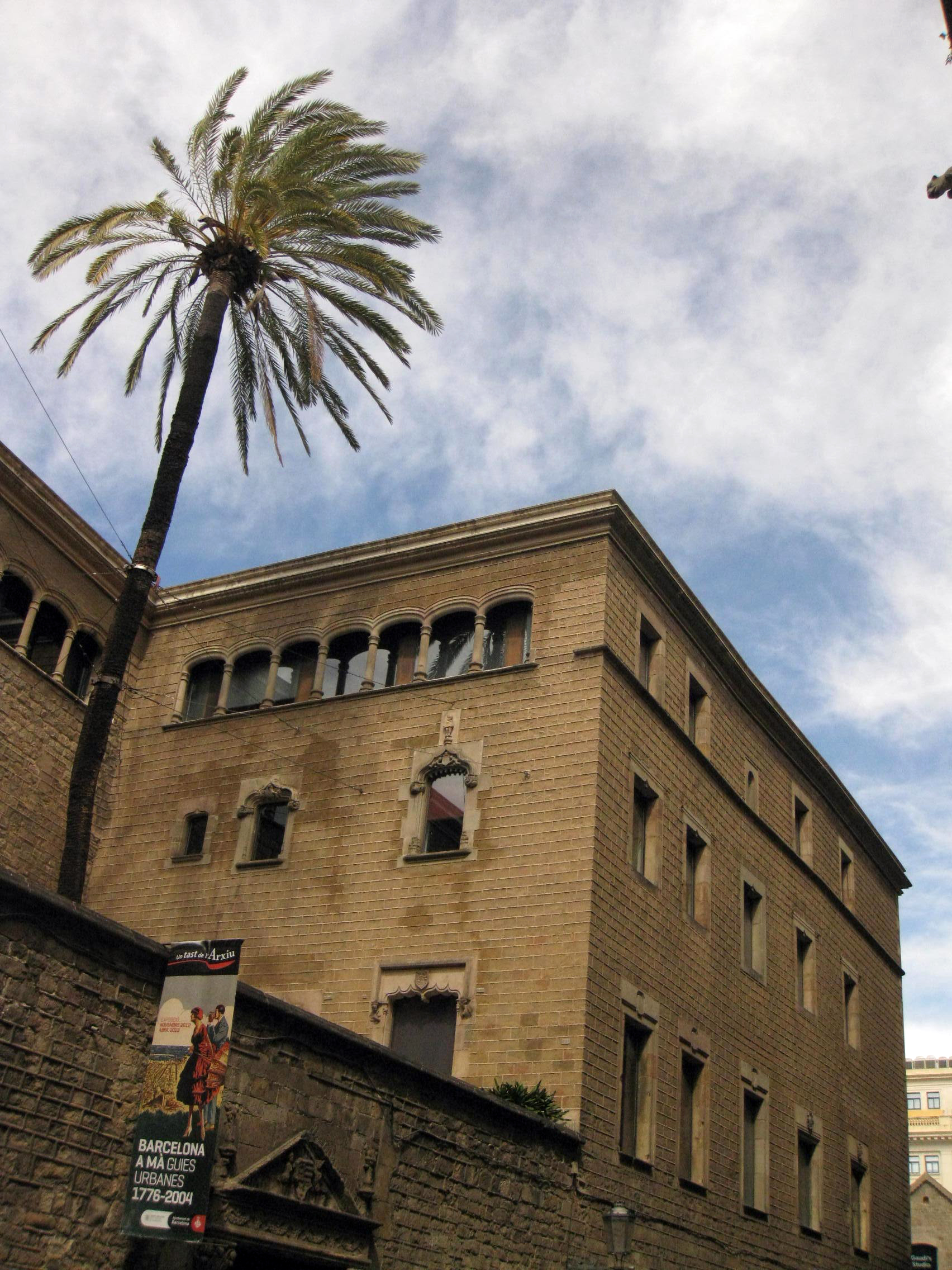
Façana del carrer de Santa Llúcia, amb la palmera del pati sobresortint per dalt
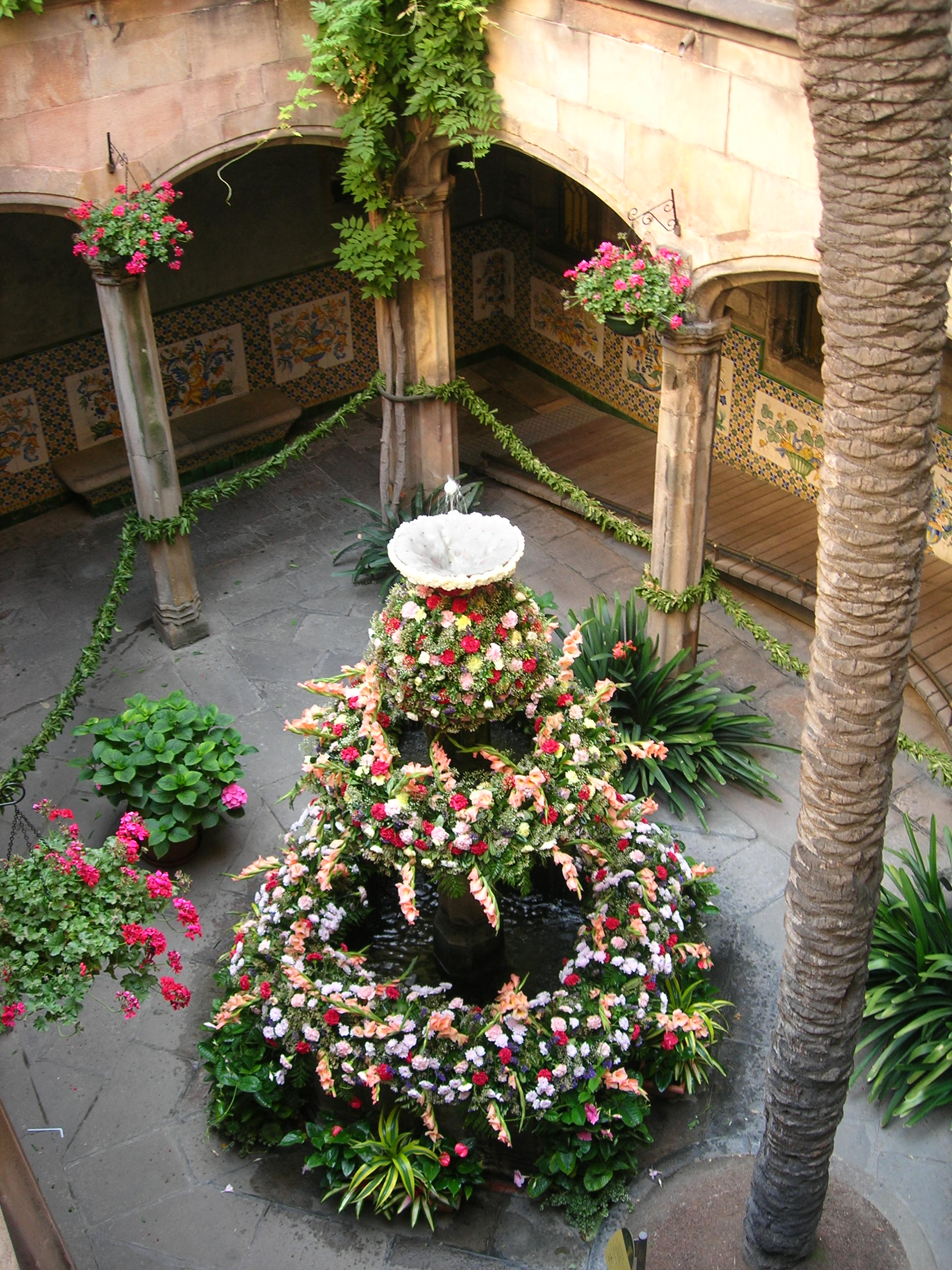
La font del pati guarnida de flors per Corpus, amb l'ou com balla
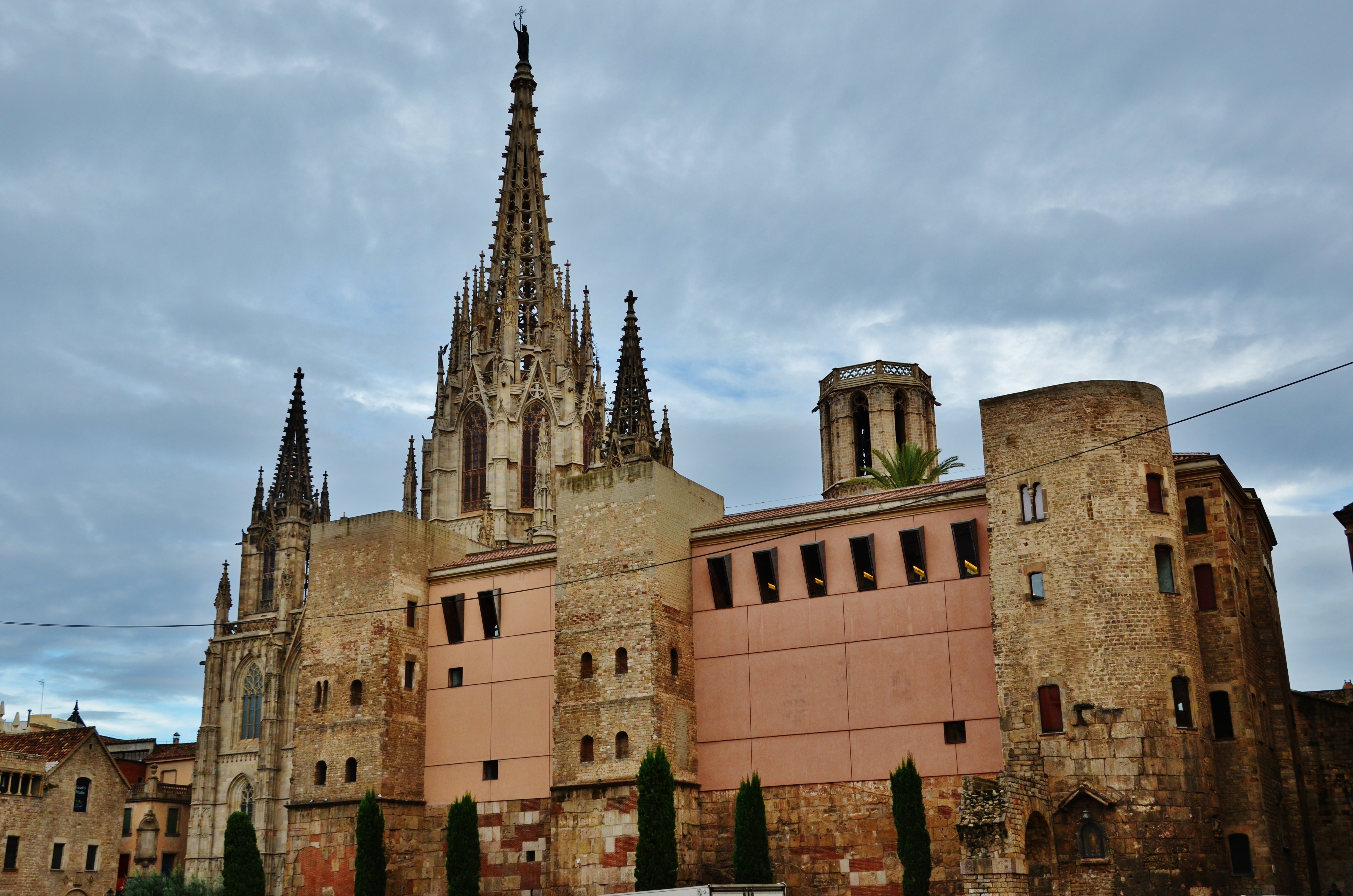
Nous murs de Ca l'Ardiaca entre les torres de la muralla romana
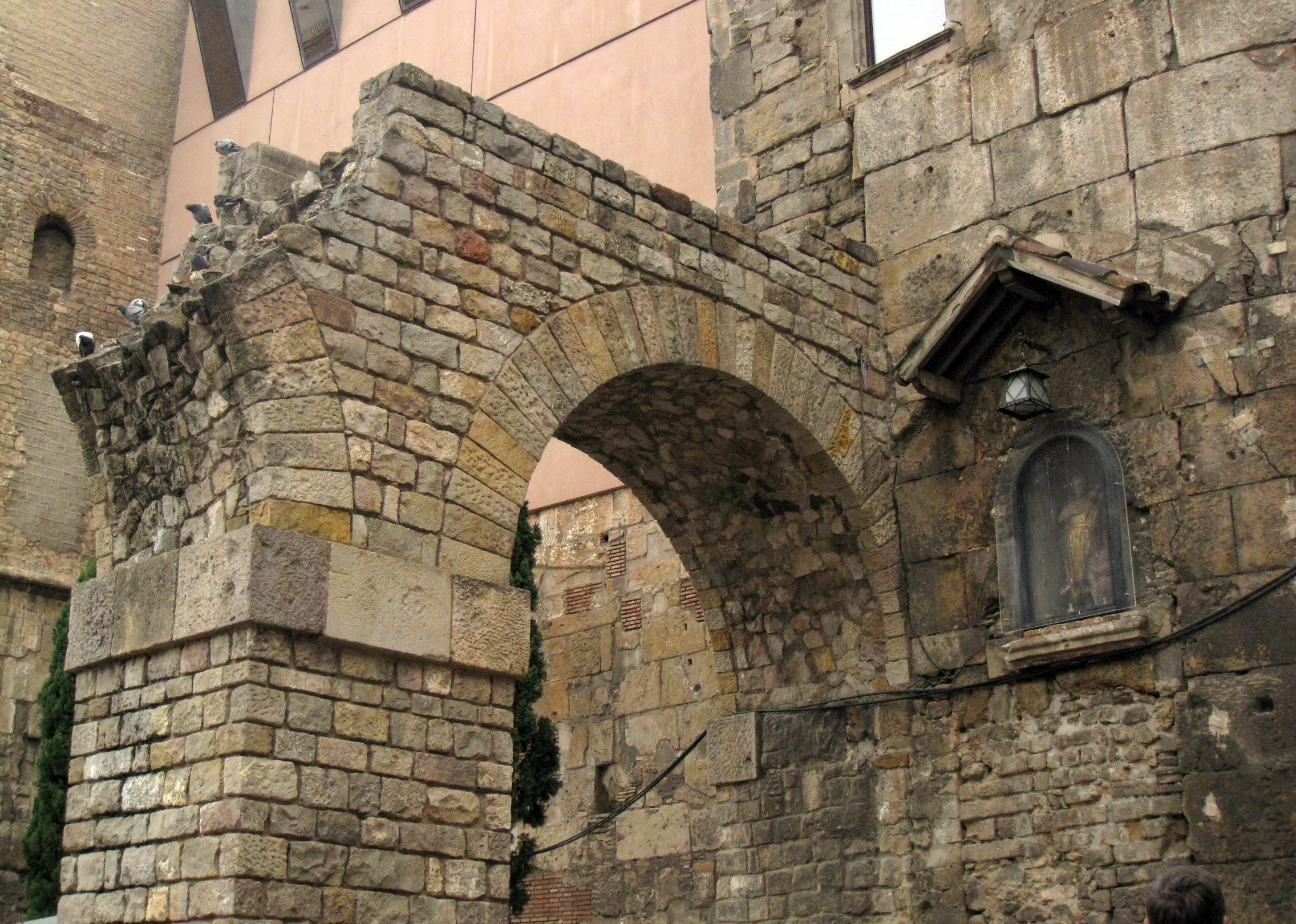
Arrencada de l'aqüeducte i fornícula de Sant Roc